# 安田義定
安田 義定（やすだ よしさだ）は、平安時代末期から鎌倉時代初期の武将。甲斐源氏の祖とされる源義光の孫源清光の子（清光の父義清の子とする説もある）。

## 人物・生涯
安田氏は甲斐国山梨郡八幡荘内の安田郷を本貫地とする一族。平安後期に甲斐源氏は甲府盆地の各地に進出して土着するが、峡東地域に勢力を持っていた古代在庁官人の三枝氏は応保2年（1162年）の八代荘停廃事件を契機に没落し、義定は盆地東部に進出し旧族安田氏を継承したと考えられている。義定は同郡八幡荘や牧荘、安多荘などを根拠地として笛吹川流域の峡東一帯に勢力を持ち、山梨県山梨市小原西の保田山妙音寺に館を構えたという。
治承（1180年）4年4月、後白河法皇皇子・以仁王は平家追討の令旨を発し諸国の源氏に挙兵を促すが、『吾妻鏡』に拠れば以仁王令旨は伊豆国の源頼朝から甲斐・信濃方面へ伝えられ、同年4月末から5月初めまでに、甲斐源氏の元へも伝えられたと考えられている。平家方に対して挙兵した伊豆国の頼朝は8月23日の石橋山の戦いで敗退し、8月25日には平家方の俣野景久、駿河目代の橘遠茂が甲斐へ攻め込み、甲斐源氏方では義定と工藤景光・工藤行光、市川行房らが出兵し、富士北麓の波志田山において景久らを撃退しており（波志田山合戦）、その経緯を記した『吾妻鑑』同条が義定の初見資料となっている。
このときは甲斐源氏の棟梁である武田信義や一条忠頼らは参加していないが、信義らは9月初頭には信濃国への侵略を開始している。同年10月には駿河国に侵攻する信義らと共に橘遠茂らと戦い勝利する。その後黄瀬川で頼朝の軍と合流し、10月20日に頼朝・甲斐源氏の軍勢が平家方の平維盛の追討勢を撃破した富士川の戦いでは信義とともに敵の背後を襲撃したという。
甲斐源氏の一族は富士川合戦での戦功により頼朝から信義を駿河国守護に任じられ、義定も遠江国守護になったという。『吾妻鏡』に見られる「守護」補任記事について、『吾妻鏡』以外の記録史料を総合すると甲斐源氏の一族は頼朝の傘下ではなく独自の勢力であったと考えられており、富士川合戦においては敗走する平家方を追討した信義・義定らが駿遠地方を占拠し、『吾妻鏡』の守護補任記事は甲斐源氏の戦功を頼朝が後日容認したものであると考えられている。
義定は遠江国府・鎌田御厨を占拠し、同年12月には蒲御厨を拠点に在地支配を行っている。義定は遠江において平家方と対峙しており、養和元年（1181年）には平家方の平通盛の尾張国侵攻に際して頼朝に軍勢の派遣を要請し、頼朝は和田義盛を遠江へ派遣している。また、遠江において義定は橋本辺の陣地構築に非協力であったという浅羽・相良両氏や、在地支配を廻る伊勢神宮・熊野神社との訴訟を起こしている。
寿永2年（1183年）には木曾義仲が信濃・越後の軍勢を率いて北陸道から上洛しているが、義定も平家追討使として東海道から上洛している（『愚管抄』）。義定ら源氏の諸将は洛中の警備を命じられ、義定は大内裏守護として京中の守護をしている。後白河法皇は平家一門の官職・所領を没収して源氏諸将に分配し、義定も同年8月10日には従五位下遠江守に叙任する。
都では後白河法皇と木曾義仲の反目が顕在化し、法皇は頼朝に上洛を促すと頼朝は法皇に要請して寿永二年十月宣旨の勅令が発布される。頼朝はこの勅令により義仲や甲斐源氏に対して優位の態勢を整え、翌寿永3年に源範頼・義経の義仲追討軍が上洛すると義定は義経の軍勢に加わり、元暦元年（1184年）には宇治川の戦いで義仲を滅亡させた。
同年、一ノ谷の戦いでは、義経の搦め手軍に属し（範頼、義経、義定の三軍制だったと見る説もある）、平経正、平師盛、平教経を討ち取る（教経については壇ノ浦で入水の異説あり）。文治5年（1189年）の奥州合戦にも武田信光らと従軍している。文治6年（1190年）1月26日には後白河法皇から京都伏見稲荷社、祇園八坂神社の修理の遅れや、六条殿造営公事の怠慢を責められ下総守に転任されるが翌建久2年（1191年）3月6日には従五位上に昇叙し、遠江守に遷任（還任）し、義定は皇室守護と遠江国浅羽荘（静岡県袋井市）の地頭も兼ねている（また、息子・義資も越後守となっている）。鎌倉で義定の屋敷は頼朝館に隣接する鎌倉大倉に存在したと伝わり、同年3月に行われた鶴岡八幡宮の法会では、参拝する頼朝の御供の筆頭に義定の名が見られる。
甲斐源氏の有力武将は頼朝によって次々と排斥されているが、建久4年（1193年）に義定も子の安田義資が院の女房に艶書を送った罪で斬られ、義定も所領を没収されている。同時に遠江国守護職も解職。翌建久5年（1194年）、義定は謀反の疑いで梟首された（永福寺事件）。享年61。
『鎌倉大草紙』に拠れば、追討使は梶原景時と加藤景廉で、義定は法光寺（放光寺、山梨県甲州市）において自害したという。また、『尊卑分脈』に拠れば義定が誅された場所を「馬木庄（牧庄）大井窪大御堂」と記しており、これを放光寺阿弥陀堂、あるいは窪八幡神社（山梨市）と解釈する説がある。安田氏の滅亡後、牧庄などの遺領は景廉に与えられたといわれるが、加藤氏と牧庄を関係付ける史料は見られない。
山梨市下井尻の雲光寺（神龍山雲光禪寺）には安田一族の墓所とされる大五輪塔群がある。

## 画像集

安田義定公一族之墓付説明板（山梨市下井尻673、雲光寺本堂右側灌木の中）
安田氏五輪塔（中央が義定・向かって左が義資・右が義季）
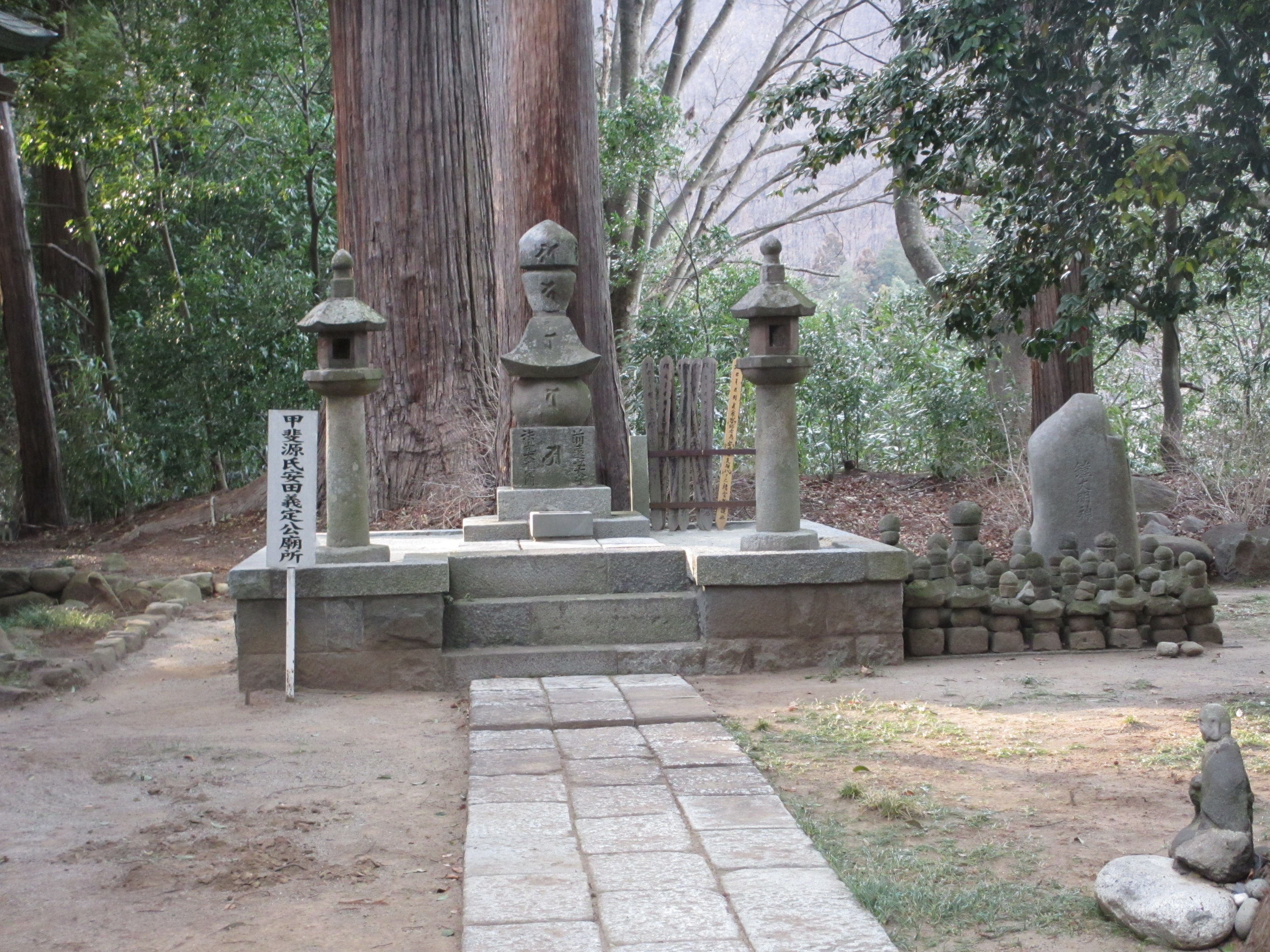
甲斐源氏安田義定公廟所（放光寺奥、拝観料必要）
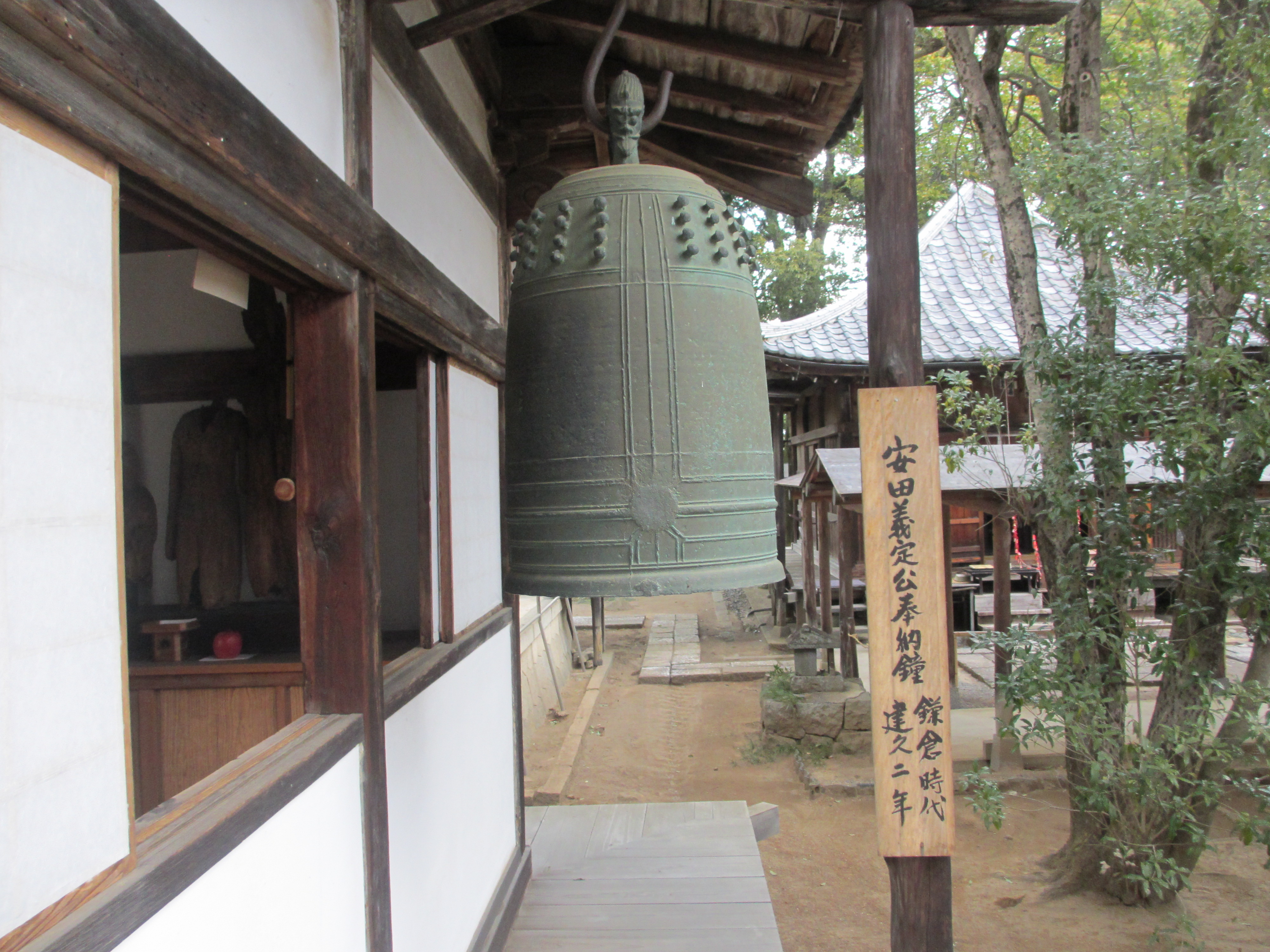
安田義定公奉納鐘（放光寺、鎌倉時代建久2年銘文あり）
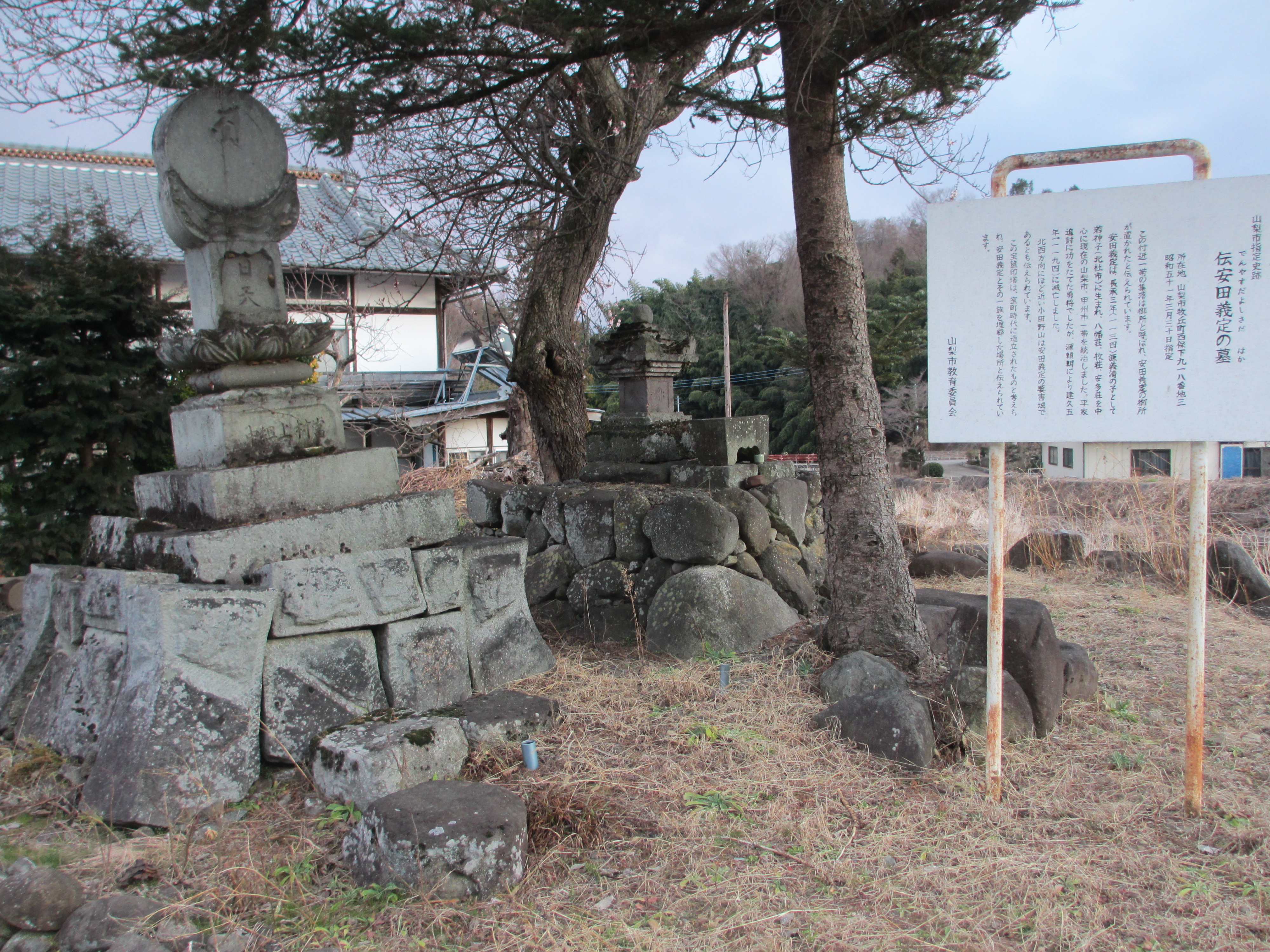
伝安田義定公の墓（山梨市牧丘町西保下918、宝篋印塔は室町時代造立）
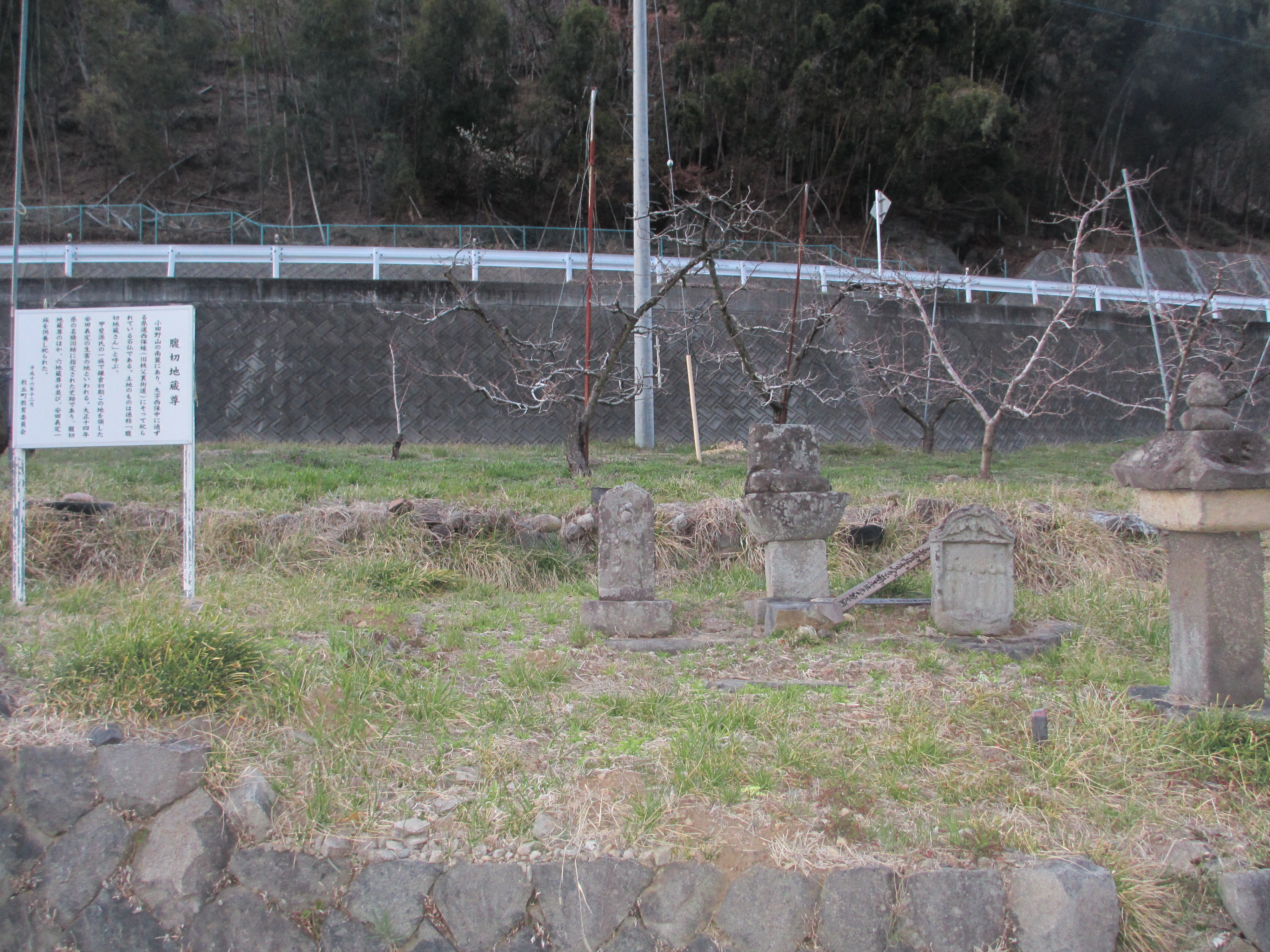
腹切地蔵尊（安田義定公生害の地）

## 関連作品
テレビドラマ
- 『義経』（2005年、NHK大河ドラマ、演：真実一路）